# 武田バイオ開発センター
武田バイオ開発センター株式会社（たけだバイオかいはつセンターかぶしきがいしゃ、英文:Takeda Bio Development Center Limited.）は、かつて存在した日本の製薬会社。タケダグループの100%子会社であった。

## 会社概要
- 1992年（平成4年）、米国アムジェン社（Amgen Inc.）の日本法人「アムジェン株式会社」として設立され、1993年（平成5年）に創業。
- 2008年（平成20年）2月、武田薬品工業とアムジェンとの間で、臨床開発品目に関するライセンス契約並びに当社の株式譲渡契約が締結され、3月31日に現社名に変更した。
- Amgen Inc.起原の「バイオ医薬品」や抗体医薬品に特化した開発業務を行っていた。
- 2014年4月1日、当社の全事業を武田薬品工業に譲渡し、同社の医療用医薬品開発業務部門である医薬開発本部に統合された。

## 沿革
- 1992年（平成4年）3月26日 - 「アムジェン株式会社」を設立。
- 1993年（平成5年） - 創業。
- 2008年（平成20年）3月31日 - 「武田バイオ開発センター株式会社」へ社名変更。当初、本社は東京都千代田区丸の内一丁目7番12号（サピアタワー）に置かれていた。
- 2013年（平成25年）5月7日 - 本社を現在地へ移転。
- 2014年（平成26年）4月1日 - 全事業を武田薬品工業に譲渡し解散。

## 事業内容
- 医薬品の開発

## 主要事業所
- 本社
  - 〒100-0005 - 東京都千代田区丸の内一丁目4番1号（丸の内永楽ビルディング23階）